# ジェームズタウンの虐殺

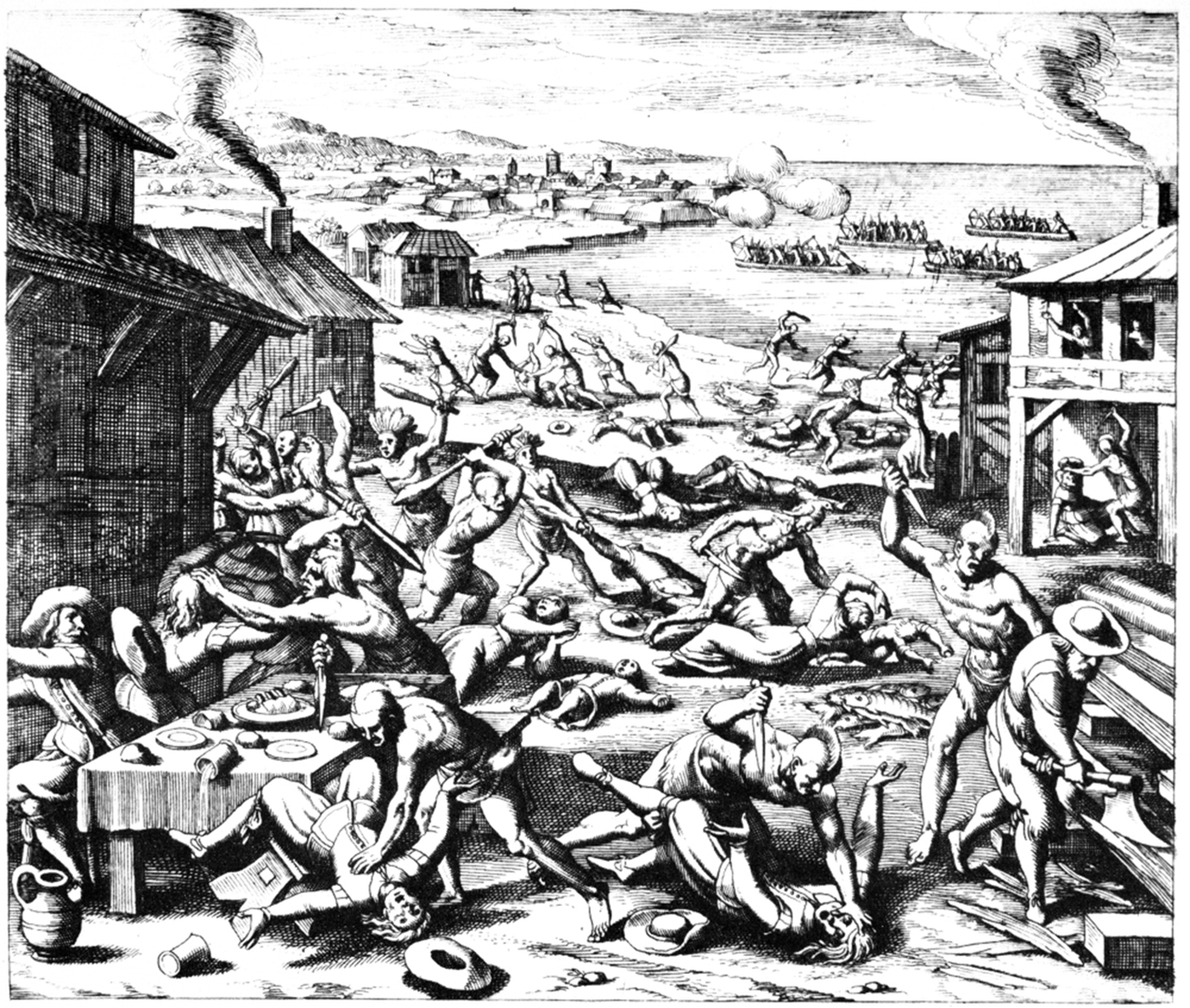
ジェームズタウンの虐殺が描かれた木版画

ジェームズタウンの虐殺（ジェームズタウンのぎゃくさつ、Jamestown Massacre）とは、1622年3月22日の聖金曜日に、バージニア植民地のジェームズタウンおよび周辺の入植地で起こった、原住民インディアンと白人入植者の間で起こった紛争事件のことである。

## 概要
もともとこの地に原住し、白人入植者によって武力で土地を追われたアメリカインディアンのポウハタン族による奇襲攻撃で、当時のイギリス人入植者人口の約1/3にあたる347人が殺害された。ジェームズタウンは事前に危険の知らせがあったために大きな被害を免れたものの、周辺の小規模な白人入植地は壊滅的な被害を受けた。この事件では男性だけでなく、女性や子供も殺害され、さらに家や畑も焼かれた。この攻撃によって、ジェームズ川沿いに点在していた多くの入植地が消滅する結果ともなった。

## 背景
当時、和平を結んではこれを自ら破り、インディアンの土地を侵略していく白人入植者の拡大は、原住民のインディアン部族を必然的な植民地戦争に追い込んでいた。ポウハタン族の酋長（調停者）ワフンセナコク（ポウハタン酋長）は、こう述べている。
「お前たちの到来は、交易のためなどではない。私の同胞を侵略し、私の国を占領するためだ。私にはもう三度にわたってすべての同胞の死があった。…平和と戦争の違いは、私はほかのどの部族よりもよく知っている（彼はポウハタン族とイギリス人との戦争を予期している）。」
1610年にロンドンは植民地知事に、現地のインディアン部族すべてのキリスト教徒化と植民地への同化の方針を命じた。白人たちはワフンセナコク酋長を「インディアンの王」だと勘違いしていたので、ポウハタン連邦に対するすべての盟約を彼と結ぶことによって、植民地支配を確立しようとした。
しかし、ポウハタン連邦は合議制の連邦制社会であり、ポウハタン酋長はこの連邦の中の一調停者にすぎない。ポウハタン酋長と白人が土地取引に関する条約に調印し、「土地を買った」つもりになったとしても、それは他の部族員とは関係のないものである。そもそもインディアンに「土地を売り買いする」という文化は無いから、インディアンたちはこれを理解していない。インディアンにとって土地はみんなのものであり、だれのものでもない。白人の文化のごり押しはインディアンの反発を招くだけだった。
1609年から1613年にかけて行われた「第1次アングロ・ポウハタン戦争」のあと、1614年にポウハタン族の酋長ワフンセナコク（Wahunsenacawh）の娘ポカホンタスとタバコ栽培を確立したイングランド人入植者ジョン・ロルフが結婚したことにより、イングランド人入植者とポウハタン族との間には一時的な平和が訪れた。
1618年に偉大な調停者であるワフンスナコクが死去すると、ポウハタン族の酋長の座は弟のオプチャンカノフ（Opchanacanough）に譲られた。しかし、オプチャンカノフは入植者との間の平和が持続するとは考えていなかった。第1次アングロ・ポウハタン戦争で自らも参加したパムンキー族戦士団の敗退から立ち直り、オプチャンカノフたちは白人入植地の破壊を企んでいた。1622年にネマッタニュー酋長がイギリス人に殺害されると、オプチャンカノフ酋長たちはジェームズ川沿いに点在する31ヶ所の入植地とプランテーションに対する奇襲攻撃を検討した。

## 入植地への攻撃
ジェームズタウン自体はインディアンの少年によって救われた。この少年はのちの文献で「チャンコ」と呼ばれるようになったが、本当にこの名前であったかどうかは不明である。この少年が夜中に白人のリチャード・ペースを起こし、攻撃の危険を知らせたとされている。ジェームズ川の対岸に住んでいたペースは家族の安全を確保した上で、川を渡り、ジェームズタウンの他の入植者に危険を知らせた。そのため、ジェームズタウンはオプチャンカノフたちポウハタン軍の攻撃に対し、いくらかの準備はできたのであった。しかし、周囲の入植地にはそういった知らせは何も無かった。
1日の攻撃によって、ジェームズタウンの周囲に立地していた小規模な入植地は壊滅的な被害を受けた。入植者とインディアンの共同文化交流所があったヘンリカスの入植地は交流所共々破壊された。マーティンズ・ハンドレッドのプランテーションでは、人口の半分が殺害された。ウォルステンホルムの入植地では、2軒の家と教会堂の一部分だけしか残らなかった。全体では、入植者人口の約1/3にあたる347人が殺害された。これに加え、20人の入植者女性が捕らえられ、死ぬか解放されるまでの間、インディアンの奴隷にさせられた。また、この攻撃によって入植者の畑も破壊され、春の収穫も絶やされたため、いくつかの入植地は完全に放棄され、消滅していった。
この事件によって、インディアンやその文化に対するイギリス本土の評価は覆された。バージニア植民地内だけでなく、本国イングランドでも「インディアンは野蛮だ」というイメージが再び広がったのであった。

## 報復
生き残った白人入植者たちは報復として、夏と秋にポウハタン族、とりわけ彼らの所有するトウモロコシ畑を襲撃した。その結果、酋長（調停者）であるオプチャンカノフは渋々ではあったものの、交渉の席につくことになった。友好的なインディアンの仲介人を通じて、入植者とポウハタン族との間にはついに和平が結ばれた。しかし、この席でも悲劇が起こった。ウィリアム・タッカー大尉やジョン・ポット博士など、入植者側の一部のリーダーは、和平を祝う席でインディアンに振舞った酒に毒を盛ったのであった。毒は約200人のインディアンを殺し、さらに50人のインディアンが入植者の手によって殺された。しかし、オプチャンカノフは逃げ出すことができた。

## ポウハタン族の衰退
1624年に、バージニアはイングランド王室領となった。これにより、それまでのようにバージニア会社を経由することなく、王室の統治権が直接バージニアに及ぶことになった。ほとんどの入植地では、入植者はイングランド王室の都合の良いように使われ、個人の利益はあまり鑑みられることはなかった。ポウハタン族の権利はさらに軽視された。インディアンの領土への植民地の拡大と和平合意の破棄は日常茶飯事であり、インディアンたちの不満は高まっていった。
入植者とポウハタン族の関係が悪化していく中、1644年、「第2次アングロ・ポウハタン戦争」が起こった。イングランド側は約500人の死者を出したが、その頃には既に入植者人口の10%にも満たない数値になっており、入植地への影響は22年前の虐殺事件の頃よりは小さかった。この戦争の中で、オプチャンカノフはついに捕らえられた。オプチャンカノフは既にかなりの高齢になっており、担架で運ばなければならなかった。オプチャンカノフはジェームズタウンで投獄され、牢の見張りについていた入植者に殺害された。
調停者であるオプチャンカノフの死亡は、かつてこの地において強大な影響力を誇ったポウハタン連邦の衰退と、白人入植者の時代の到来を意味した。ポウハタン族は土地を追われ、ある者は二度とこの地には戻らず、ある者は入植者に同化し、またある者はバージニアに設立された保留地に強制移住させられた。その保留地さえも、移民の増加によって半ば強制的に割譲され、縮小していった。近代においては、ポウハタン連邦に属した部族は7つしか残っておらず、また保留地もキングウィリアム郡（リッチモンド都市圏内）のパムンキー族保留地、およびマッタポニ族保留地の2つが残っているのみである。
一方、白人入植者はこのバージニアの地に支配基盤を確立していった。虐殺事件ではヘンリカスの入植地と大学が破壊されたが、その71年後、1693年にはミドル・プランテーションにウィリアム・アンド・メアリー大学が設立された。同学はハーバード大学に次いで、アメリカ合衆国内の現存する大学としては2番目に古い大学である。1698年には、バージニア植民地の首都がジェームズタウンからミドル・プランテーションに移され、名も現在のウィリアムズバーグに改められた。

## 註
1. ↑  Jamestown: Legacy of the Massacre of 1622. Americans at War. Macmillan Reference USA.